# I tre banditi
I tre banditi (The Tall T) è un film del 1957 diretto da Budd Boetticher.
È un film western statunitense con Randolph Scott, Richard Boone e Maureen O'Sullivan. È basato sul racconto The Captive di Elmore Leonard pubblicato sull'Argosy Magazine nel febbraio del 1955.

## Trama
Un allevatore, dopo aver perso il suo mezzo di trasporto a causa di una scommessa, trova un passaggio su una corriera dove viaggia anche una giovane signora. Il mezzo viene, però, assaltato da tre spietati banditi, ma il protagonista riuscirà a salvare sé stesso e la donna, dopo aver eliminato i criminali ad uno ad uno.

## Produzione
Si tratta del secondo dei sette film diretti da Budd Boetticher ed interpretati da Randolph Scott. Basato su una sceneggiatura di Burt Kennedy e un soggetto di Elmore Leonard (autore del racconto), fu prodotto da Harry Joe Brown per la Producers-Actors Corporation (accreditata come Scott-Brown Production) e girato nelle Alabama Hills a Lone Pine, California, dal 20 luglio all'8 agosto 1956. I titoli di lavorazione furono  The Captives e The Tall Rider.

## Distribuzione
Il film fu distribuito negli Stati Uniti nell'aprile del 1957 dalla Columbia Pictures.
Altre distribuzioni internazionali del film sono state:
- in Germania Ovest il 16 agosto 1957 (Um Kopf und Kragen)
- in Finlandia il 30 agosto 1957 (Pettämätön pistooli)
- in Svezia il 18 novembre 1957 (De laglösas gisslan)
- in Giappone il 12 febbraio 1958
- in Germania Ovest il 12 luglio 1967 (in TV)
- in Grecia il 15 novembre 2012 (Ta lytra tou tromou, Panorama of European Cinema)
- in Austria (Um Kopf und Kragen)
- in Portogallo (A Marca do Terror)
- in Jugoslavia (Covek iz Arizone)
- in Ungheria (Foglyok)
- in Italia (I tre banditi)
- in Francia (L'homme de l'Arizona)
- in Spagna (Los cautivos e Presa valuosa)
- in Brasile (O Resgate do Bandoleiro)

## Critica
Secondo il Morandini il film è "stringato, diretto con energia pari alla finezza" e sembra una commedia nella parte iniziale ma si rivela alla fine una tragedia.

## Promozione
La tagline era: Taut! Torrid! Tremendous! T Is for Terror!.